# Abraham Joshua Heschel
Pour les articles homonymes, voir AJH.

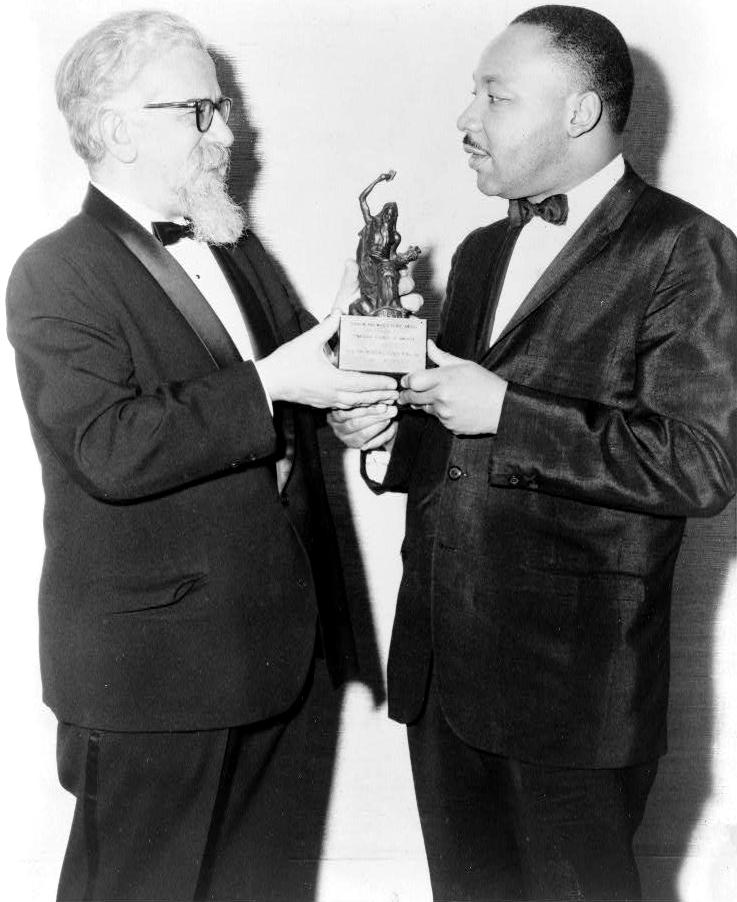
Abraham Heschel avec Martin Luther King, le 7 décembre 1965

Abraham Joshua Heschel (AJH) est un rabbin Massorti, théologien et penseur juif américain, né le 11 janvier 1907 à Varsovie, alors rattachée à l'Empire russe, et décédé à New York le 23 décembre 1972.

## Biographie
Abraham Joshua Heschel est issu d'éminentes familles hassidiques d'Europe, tant du côté de son père, Moshe Mordechaï Heschel, emporté par la grippe en 1916, que par sa mère, Reizel Perlow Heschel. Il compte parmi ses ancêtres le Rebbe Avrohom Yehoshua Heshl d'Apt et d'autres dynasties. Benjamin d'une fratrie de six enfants, qui compte Sarah, Dvora Miriam, Esther Sima, Gittel et Jacob, il reçoit une éducation traditionnelle, étudie en yechiva et obtient la traditionnelle ordination rabbinique.
Il étudie ensuite à l'université de Berlin, où il obtient son doctorat, et à la 
Hochschule für die Wissenschaft des Judentums, où il reçoit une deuxième ordination rabbinique, libérale cette fois-ci.
Parmi ses maîtres, on compte quelques-uns des plus éminents représentants de la 
Wissenschaft, dont Hanoch Albeck, Ismar Elbogen, Julius Guttmann et Leo Baeck. Il y enseigne par la suite le Talmud.

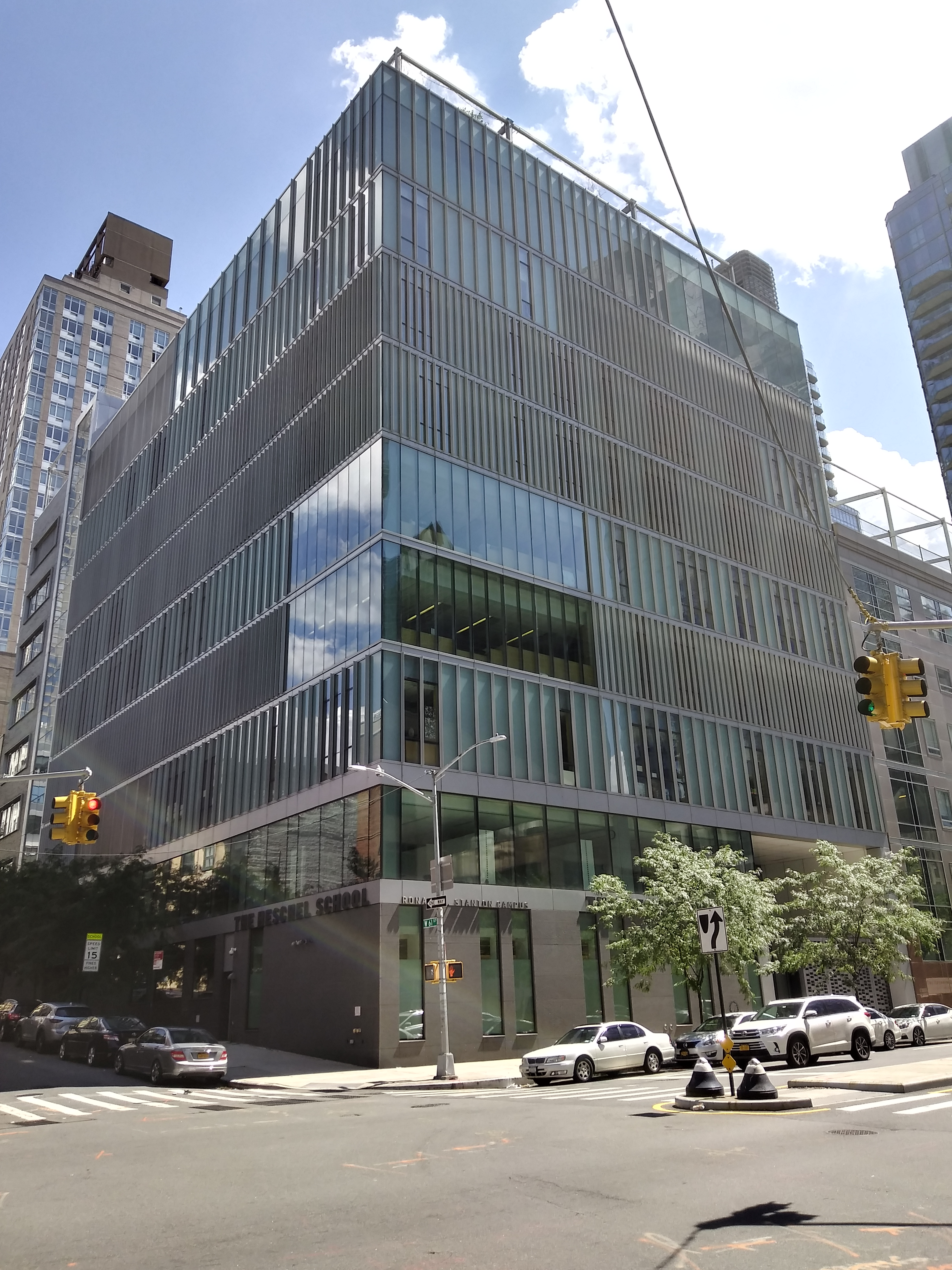
L'École AJ Heschel, dans West End Avenue, à New York en 2020.

Fuyant le nazisme, il trouve refuge en Angleterre puis aux États-Unis, où il professe brièvement à la faculté du Hebrew Union College (Collège de l'Union hébraïque, HUC), le principal séminaire du judaïsme réformé, à Cincinnati. À la suite de son malaise croissant devant le laxisme d'observance de la Loi juive au HUC, le Dr Heschel cherche une autre institution, où l'étude critique et moderne de la Bible serait admise sans renoncer au caractère normatif de la Loi juive. C'est donc tout naturellement qu'il adhère en 1946 au Jewish Theological Seminary of America (Séminaire théologique juif d'Amérique, JTS), principal séminaire du judaïsme conservateur. Il y accepte un poste de professeur d'éthique et de mysticisme juifs, qu'il exerce jusqu'à sa mort en 1972.
Il épouse Sylvia Straus le 10 décembre 1946, à Los Angeles. De cette union naît Susannah Heschel, devenue elle-même une spécialiste du judaïsme et une militante féministe juive.

## Sa pensée
Abraham Joshua Heschel a expliqué de nombreuses facettes de la pensée juive, y compris la philosophie juive médiévale, la kabbale et le hassidisme, en s'intéressant particulièrement aux prophètes et à la façon appropriée pour les Juifs de vivre en accord avec leur foi sans se couper de la modernité. Fidèle à la position « centriste » du judaïsme conservateur, il inclut dans ses livres critiques polies mais acérées tant contre ceux qui, dans le judaïsme réformé, ne regardent plus la Loi juive comme normative que contre ceux qui selon lui, dans le judaïsme orthodoxe, s'attachent plus à la lettre qu'à l'esprit de la Loi.
Il n'épousa cependant pas totalement la philosophie du JTS, s'intéressant davantage à la spiritualité qu'à l'étude critique des textes, dont de nombreux érudits du JTS avaient fait une spécialité. De même, il se distancie d'une grande partie de la faculté du JTS en raison de ses conceptions sur les prophètes juifs et sur la justice sociale : sa compréhension des enseignements prophétiques en font un militant pour les droits civiques des populations afro-américaines, aux côtés de Martin Luther King. Il s'engage également contre la guerre du Viêt Nam. Ses collègues jugèrent à l'époque que cette forme d'action sociale était le rôle des rabbins de synagogues, et que le leur était de former les esprits en se tenant informés de toute avancée des sciences exactes et humaines. Cependant, les mentalités ont radicalement évolué depuis, et la faculté du JTS est plus impliquée dans le militantisme. Certains ont même critiqué le manque de clairvoyance de leurs prédécesseurs qui refusèrent d'emprunter la voie tracée par Abraham Joshua Heschel à cette époque. De nos jours, plusieurs de ses élèves mais surtout sa philosophie ont une forte influence sur la pensée du judaïsme Massorti dans le monde.
Représentant du « néo-hassidisme », Abraham Joshua Heschel fut en rivalité permanente avec une autre figure majeure du JTS, le rabbin Saul Lieberman, originaire de Lituanie, reproduisant selon Elie Wiesel les confrontations entre Hassidisme et Mitnagdim. Il fut également particulièrement méprisé par son collègue Mordecai Kaplan, fondateur du judaïsme reconstructionniste, qui emportait au cours des années 1950 la sympathie de nombreux étudiants du JTS.

## Publications (Traduites en français)
- Les Bâtisseurs du temps; Éditions de Minuit, Collection : Aleph;  (ISBN 2707304247).
- Dieu en quête de l’homme. Philosophie du judaïsme, Ed.: Seuil, coll.: Religion, 1968,  (ISBN 2020031299)
- Le Tourment de la vérité, Ed.: Le Cerf, 1976,  (ISBN 2204010049).
- Maïmonide (Payot 1936, réédition Fondation Sefer, 1982  (ISBN 2900926017)).
- L’Homme n’est pas seul, Ed.: Présence, 1989,  (ISBN 290169635X)
- Phénoménologie de la prophétie, Ed: Ad Solem, 2020,  (ISBN 9782372981002).

## Publications
- (en hébreu) תורה מן השמים באספקלריה של הדורות, Éditions Shonzino, Londres, 1962 en trois volumes; réédition éditions Maggid, 2021, en 2 volumes,  (ISBN 9789655262902)

## Source
- (en) Cet article est partiellement ou en totalité issu de l’article de Wikipédia en anglais intitulé « Abraham Joshua Heschel » (voir la liste des auteurs).